# 조나탕 이코네
나니타모 조나탕 이코네(프랑스어: Nanitamo Jonathan Ikoné, 1998년 5월 2일 ~ )는 프랑스의 축구 선수이다. 그의 포지션은 공격수로, 현재 이탈리아 세리에 A의 코모에서 활약하고 있다.

## 클럽 경력

### 파리 생제르맹
2016년 9월 28일, 이코네는 3-1로 이긴 루도고레츠와의 UEFA 챔피언스리그 원정 경기에서 88분에 앙헬 디 마리아와 교체 투입되어 프로 데뷔전을 치뤘다. 그는 사흘 후, 2-0로 이긴 보르도와의 홈경기에서 다시 한번 88분에 디 마리아와 교체 투입되어 리그 1 데뷔전을 치렀다.

#### 몽펠리에 (임대)
2017년 1월 18일, 이코네는 같은 리그 1의 몽펠리에로 시즌 잔여 기간 동안 임대되었다. 그는 사흘 후, 메스와의 경기에서 데뷔전을 치렀고, 풀타임을 소화했다.

### 릴
2018년 7월 1일, 이코네는 리그 1의 릴과 5년 계약을 맺고 이적하였다.

### 피오렌티나
2021년 12월 31일, 이코네는 세리에 A의 피오렌티나와 계약을 맺고 이적하였다. 이 계약은 2022년 1월 3일부터 시작된다. 이적료는 €15M로 추정된다.

## 국가대표팀 경력
이코네는 프랑스에서 태어났으며 콩고 민주 공화국 혈통이다. 그는 프랑스 청소년 국가대표 일원으로 활약했다. 2019년 9월, 그는 알바니아 그리고 안도라와의 경기를 앞두고 성인 프랑스 대표팀에 차출되었다. 그는 9월 7일, 알바니아와의 경기에서 77분에 킹슬레 코망과 교체 투입되어 데뷔전에서 데뷔골을 기록했다.

## 수상 내역
파리 생제르맹
- 트로페 데 샹피옹: 2016

릴
- 리그 1: 2020–21[13]
- 트로페 데 샹피옹: 2021[14]

프랑스 U-17
- UEFA U-17 축구 선수권 대회: 2015[15]

개인
- UEFA U-17 축구 선수권 대회의 팀: 2015[16]